# Louis Sockalexis
Louis Francis Sockalexis (24 octobre 1871 – 24 décembre 1913) est un joueur américain de baseball qui évolue sous les couleurs des Spiders de Cleveland de 1897 à 1899.
Originaire du Maine et membre de la nation Pentagouet, Sockalexis est généralement considéré comme le premier autochtone à jouer en Ligue majeure de baseball. Un débat existe à ce sujet, puisque le Temple de la renommée du baseball donne ce titre à James Toy. Or, le certificat de décès de ce dernier mentionne qu'il était Caucasien,, ce qui confirmerait que Sockalexis est le premier Autochtone de l'histoire en Ligue majeure.
Contrairement à un mythe aujourd'hui discrédité, Louis Sockalexis n'a pas inspiré le nom de l'équipe des Indians de Cleveland, qui n'ont pas choisi ce nom pour lui rendre hommage,,,.